# Sofia Holmlund
Sofia Holmlund, ogift Irinarchos, född 5 juni 1972 i Täby församling i Stockholms län, är en svensk historiker och författare. Hon är fil. dr i historia vid Stockholms universitet.
Hon disputerade 2007 på avhandlingen Jorden vi ärvde. Arvsöverlåtelser och familjestrategier på den uppländska landsbygden och var 2013 tillsammans med Annika Sandén redaktör för Usla, elända och arma. Samhällets utsatta under 700 år, som utsågs till Årets bok om svensk historia 2013.